# 93 Ceti
93 Ceti este o stea cu culoarea alb-albastră în secvența principală, cu o magnitudine de 5,61, fiind situată în constelația Balena. Se află la 446 ani lumină distanță de sistemul solar.

## Observare
Este o stea situată în emisfera cerească boreală, dar foarte aproape de ecuatorul ceresc ; acest lucru implică faptul că se poate observa din toate regiunile Pământului, fără nici o dificultate și eventual poate să nu fie vizibilă în zonele cele mai profunde ale continentului Antarctica. În emisfera nordică apare în zona circumpolară numai cu mult dincolo de Cercul Polar. Magnitudinea sa de 5,6 plasează steaua la limita de vizibilitate cu ochiul liber, astfel încât pentru a fi observată este nevoie să se utilizeze instrumente, având un cer senin și, eventual, în lipsa luminii Lunii.
Cel mai bun moment pentru observarea sa seara este între sfârșitul lunii octombrie și aprilie; din ambele emisfere perioada de vizibilitate rămâne aproximativ același, datorită poziției stelei nu departe de ecuatorul ceresc.

## Caracteristici fizice
Steaua este alb-albastră în secvența principală; are o magnitudine absolută de -0,07 și viteza radială pozitivă, ceea ce indică faptul că steaua se deplasează îndepărtându-se de sistemul solar.